# Fulham Railway Bridge
Die Fulham Railway Bridge ist eine Eisenbahnbrücke über den Fluss Themse in London. Über die schmiedeeiserne Brücke führt die District Line der London Underground. Unmittelbar nördlich davon befindet sich die Station Putney Bridge, etwa siebenhundert Meter südlich die Station East Putney.
Ab 1. Mai 1880 reichte die District Line bis zum späteren nördlichen Brückenkopf. Die Fahrgäste konnten damals über einen kurzen Fußweg zu einer Anlegestelle gelangen, von der aus Ausflugsschiffe auf der Themse verkehrten. 1886 genehmigte das Parlament ein Gesetz, das der London and South Western Railway (L&SWR) die Erlaubnis gab, die Strecke von der Station Putney Bridge aus weiter nach Wimbledon zu verlängern. Die L&SWR eröffnete die Brücke zusammen mit der Strecke am 3. Juni 1889 und verpachtete sie sogleich an die District Line. Heute ist sie im Eigentum der Bahninfrastrukturgesellschaft Network Rail.
Das 230 Meter lange Bauwerk besteht aus einem fünf-feldrigen Gitterträger der auf gusseisernen Säulen liegt. Der Träger hat eine charakteristische türkise Farbe. Die lichte Weite zwischen den Pfeilern beträgt 43,6 Meter.